# Silencio (película)
Silencio (en inglés Silence) es una película estadounidense de drama histórico, dirigida por Martin Scorsese y escrita por Jay Cocks y Scorsese, basada en la novela homónima  de 1966 escrita por Shūsaku Endō. Ubicada en Nagasaki, Japón, la película fue filmada completamente en Taiwán en torno a Taipéi. El reparto incluye a Andrew Garfield, Adam Driver, Liam Neeson, Tadanobu Asano y Ciarán Hinds. La trama sigue a dos sacerdotes jesuitas del siglo XVII que viajan de Portugal al Japón de Edo para localizar a su mentor desaparecido y difundir el cristianismo católico. La historia se establece en el tiempo cuando era común para los cristianos esconderse de la persecución después de la represión de los católicos japoneses durante la Rebelión Shimabara (1637-1638) contra el shogunato Tokugawa.
La fase de preproducción de la película Silencio pasó por un ciclo de más de dos décadas de reveses y revaluaciones. Después de la filmación de El lobo de Wall Street concluida en enero de 2013, Scorsese se negó a seguir con cualquier película que no fuese Silencio. El 19 de abril de 2013, Scorsese indicó que comenzaría la producción de Silencio en 2014. Irwin Winkler fue luego anunciado como productor, al igual que Raimplaceder y George Furla, que proporcionaría financiamiento a través de su compañía Emmett/Furla repudiado. Poco después, se planificó que la película se rodaría en Taiwán.
Un apasionado proyecto a largo plazo para Scorsese, que había desarrollado por más de 25 años, la película tuvo su premier en Roma el 29 de noviembre de 2016, y fue lanzada en los Estados Unidos el 23 de diciembre de 2016. El American Film Institute seleccionó Silencio como una de sus diez películas del año. La película también recibió una nominación al Premio de la Academia de Mejor Cinematografía en la 89.ª edición de los Premios de la Academia. Silencio es la tercera de las tres películas de Scorsese sobre figuras religiosas que luchan con desafíos a la fe, siguiendo La última tentación de Cristo y Kundun.

## Argumento
Dos sacerdotes jesuitas portugueses se enfrentan a una persecución violenta cuando viajan al Japón de 1640, para buscar a su mentor y difundir las enseñanzas del cristianismo.
La película comienza con un prólogo del joven sacerdote jesuita portugués Cristóvão Ferreira, testigo de la tortura mortal de los conversos japoneses que ha estado tratando de llevar a la fe cristiana. El sacerdote parece estar indefenso para ayudar a los conversos ante la presencia de las autoridades japonesas, que llevan a cabo diferentes tipos de torturas y ejecuciones sobre ellos.
Unos años más tarde, en el Colégio de São Paulo, Macao, un sacerdote jesuita italiano, Alessandro Valignano, recibe noticias de que Ferreira renunció a su fe en Japón después de ser torturado. Con incredulidad, los alumnos portugueses de Ferreira, los sacerdotes jesuitas Sebastião Rodrigues y Francisco Garupe, parten a buscarlo. Kichijiro, un pescador alcohólico que huyó de Japón para salvarse, acepta guiarlos.
Al llegar a Japón, en el pueblo de Tomogi, los sacerdotes se sienten consternados al encontrar a las poblaciones cristianas locales viviendo escondidos. Ambos sacerdotes se sorprenden cuando un samurái que busca a cristianos sospechosos, a quienes los aldeanos llaman el "Inquisidor", ata a algunos de los aldeanos a cruces de madera en la orilla del océano, donde la marea finalmente los ahoga. Luego, los cuerpos son incinerados en una pira funeraria que, según los sacerdotes, se hace para evitar un entierro cristiano. Garupe se va a la isla de Hirado, creyendo que su presencia obliga al shogunato a aterrorizar a la aldea. Rodrigues va a la isla de Gotō, el último lugar donde vivió Ferreira, y la encuentra destruida. Deambulando por Gotō, lucha por esclarecer si es egocéntrico negarse a renunciar a su religión cuando hacerlo terminará con el sufrimiento de los demás. En algún momento se reúne con Kichijiro, quien lo traiciona a manos del samurái. Un viejo samurái, que antes había acompañado al "Inquisidor", Tomogi, le dice a Rodrigues que otros cristianos capturados sufrirán a menos que renuncie a su fe.
Rodrigues es llevado a Nagasaki, donde es encarcelado con muchos conversos japoneses. En un tribunal, se le dice que la doctrina católica es un anatema para Japón. Rodrigues exige ver al gobernador Inoue Masashige, cuando se entera, para su consternación, de que es el anciano sentado ante él a cargo del procedimiento. Rodrigues es devuelto a la prisión, y Kichijiro pronto llega para ser encarcelado también. Le explica a Rodrigues que los funcionarios de la corte lo amenazaron para que traicionara a Rodrigues. Kichijiro luego dice que es un cristiano y le pide que lo absuelva de su traición a través de una confesión, que Rodrigues le concede a regañadientes. Más tarde es liberado después de que le pidan que pise un fumie (un crucifijo crudamente tallado), un acto que simboliza el rechazo de la fe. Más tarde, Rodrigues es puesto bajo vigilancia en la costa para esperar a alguien. En la distancia, él es testigo de un Garupe demacrado y otros tres prisioneros que se acercan a la costa bajo una guardia separada. Aún en la distancia, los otros tres prisioneros son llevados a alta mar en un pequeño bote y están a punto de ahogarse uno por uno, como un intento de que Garupe renuncie a su fe. Rodrigues es refrenado por guardias en la orilla mientras observa a un Garupe negarse a apostatar. Garupe desesperado intenta salvar a los prisioneros de ahogarse nadando hacia los otros tres prisioneros. Cuando llega con el último muere en el intento de salvarlos frente a un impotente Rodrigues destrozado sin poder hacer nada más que ver la crueldad que significa la estancia de un cristiano en Japón.
Después de algún tiempo, Rodrigues finalmente es llevado  a conocer a un Ferreira mayor ahora con el nombre de Sawano Chūan, Ferreira le dice que apostató mientras era torturado, y afirma que después de 15 años en el país y un año en el templo, cree que el cristianismo es inútil en Japón. Rodrigues lo repudia diciendo que cómo se atrevió a cometer tal acto, enfadado y enojado le pide que no hable más con él, pero Ferreira no se detiene. Esa noche en la celda de su prisión, Rodrigues escucha a cinco cristianos torturados. Ferreira le dice que ya han apostatado. En su apostasía, los japoneses renuncian a su fe pero no serán liberados a menos que Rodrigues apostate. Mientras Rodrigues mira un fumie, escucha una voz interior de Cristo que le da permiso para pisarlo puesto que comprende su dolor diciéndole que siempre estará con él, Rodrigues finalmente lo hace llorando por haber realizado el acto más doloroso de amor hacia los demás.
Algún tiempo después se puede ver a Rodrigues practicando junto a Ferreira las costumbres de Japón. Años más tarde, después de la muerte de Ferreira, Kichijiro le pide a Rodrigues que lo vuelva a absolver, pero Rodrigues se niega y dice que ya no es un sacerdote. Más tarde, Kichijiro se ve atrapado con una bolsa que dice haber ganado mientras jugaba con un amuleto religioso que, según él, considera suyo. Se lo llevan y nunca se vuelve a saber de él. Muchos años después, Rodrigues muere. Es colocado en un gran ataúd de madera redondo, y su cuerpo es incinerado. En su mano se ve el diminuto crucifijo de fabricación tosca que le entregaron cuando llegó por primera vez a Japón demostrando que murió siendo un cristiano hasta el último día de su vida.

## Reparto
- Andrew Garfield como Padre Sebastião Rodrigues (basado en Giuseppe Chiara), quien más tarde en la película se hace pasar por el nombre de Okada Kin'emon.[9] En entrevistas, Garfield ha hablado de su extensa preparación de un año para el papel con James Martin, un sacerdote jesuita que trabaja en Nueva York. Garfield detalló que la preparación con Martin incluyó una extensa investigación e inmersión en el estilo de vida jesuita y el estado de ánimo que se consideraba esencial para lograr la precisión en la película que tanto añoraban los productores. Garfield, que es de una figura ligera a mediana, informó la pérdida de 20 kilogramos para desempeñar el papel siguiendo las reglas de abstención que le fueron expuestas por Martin.[10]
- Adam Driver como Padre Francisco Garupe.[11] Tanto Driver como Garfield pasaron por una vigilia silenciosa de siete días de oración organizada con la ayuda del erudito jesuita Martin para prepararlos para sus papeles en la película. Garfield, en una entrevista con Stephen Colbert, declaró que ambos actores se sentían demacrados en la preparación para sus papeles y que Driver llegó a perder cerca de 25 kilogramos.[10]
- Liam Neeson como Padre Cristóvão Ferreira (quien más tarde cambia su nombre a Sawano Chūan).[12]
- Shinya Tsukamoto como Mokichi.[13] Tsukamoto sentía que la relación de su personaje con Rodrigues era de importancia central para el contenido temático de la película. Adoptó un estilo de vida de ayuno y abstención de la interacción social durante toda la producción de la película. Informó que él y Garfield intentaron permanecer en el personaje en todo momento.[14]
- Tadanobu Asano como un intérprete de los sacerdotes.[15]
- Ciarán Hinds como el jesuita Alessandro Valignano.[16]
- Yōsuke Kubozuka como Kichijiro.[17]
- Issey Ogata como  Inoue Masashige (basado en el consejero real del siglo XVII (ōmetsuke)).[18]
- Diego Calderón como Sacerdote torturado.[19]
- Nana Komatsu como Mónica (Haru).[20]
- Ryo Kase como João (Chokichi).
- Yoshi Oida como Ichizo.
- Béla Baptiste como Dieter Albrecht (basado en Engelbert Kaempfer, un cronista que viajó con la Compañía Holandesa de las Indias Orientales)[21]

## Producción

### Desarrollo
En una entrevista con America Magazine en diciembre de 2016, Scorsese dijo que leyó por primera vez la novela de Shūsaku Endō en 1989 cuando fue invitado por Akira Kurosawa a Japón para actuar en el papel de Vincent Van Gogh, una de las viñetas en la película Dreams de Kurosawa. Scorsese describió en la entrevista cómo él leyó la novela mientras que viajaba entre los aeropuertos y los hoteles en Japón cuando estaba siendo filmado actuando como Vincent Van Gogh en la película de Kurosawa.

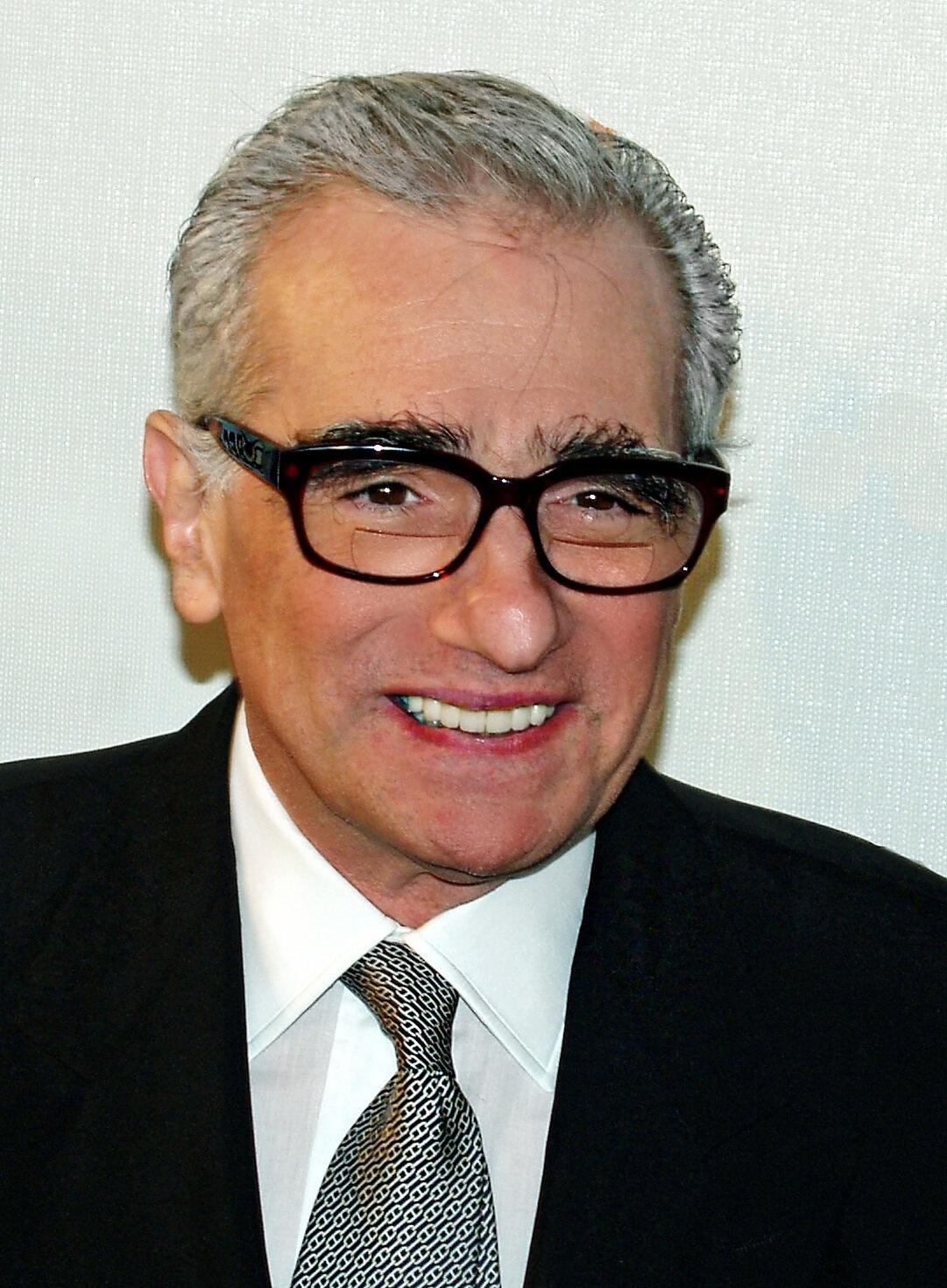
Scorsese por primera vez leyó la novela de Endo usada para la película, mientras actuaba en el papel de Vincent Van Gogh cuando pintaba Trigal con cuervos para la película de Akira Kurosawa, Dreams.
Scorsese en el Festival de Cine de Tribeca en 2007.

Silencio es considerado un "proyecto apasionado" de Scorsese y ha estado en desarrollo desde 1990, dos años después de la publicación de la película más controvertida de Scorsese, The Last Temptation of Christ, que también tenía temas muy religiosos. Scorsese leyó por primera vez la novela en 1989 y obtuvo los derechos de la película poco después. Cuando se le preguntó por qué conservó el interés en el proyecto durante más de 26 años, Scorsese declaró: "A medida que envejeces, las ideas van y vienen. Preguntas, respuestas, pérdida de la respuesta otra vez y más preguntas, y esto es lo que realmente me interesa. Sí, el cine y la gente en mi vida y mi familia son los más importantes, pero en última instancia, a medida que envejece, hay que ser más... Silencio es algo que me atrae de esa manera. Es una historia verdadera, fuerte y maravillosa, un thriller de alguna manera, pero se ocupa de esas preguntas.
En 2009 comenzó la producción y Scorsese y su equipo fueron a Nagasaki, Japón, a visitar los sitios originales que aparecen en la novela de Endō. Se realizaron exploraciones para locaciones adicionales en Canadá. Sin embargo, Silence entró en un estado de infierno de desarrollo poco después, y Scorsese decidió trabajar en Shutter Island y Hugo en su lugar. En diciembre de 2011, Scorsese declaró que Silence sería su próxima película. En marzo, a pesar de que originalmente lo puso en el quemador y, consecuentemente en el abandono, Scorsese firmó de nuevo para dirigir El lobo de Wall Street y optó por dirigirla antes que Silencio.  Sin embargo, en ese momento, un publicista de Scorsese declaró lo contrario, diciendo que Silencio vendría primero. En mayo, la película recogió a otro productor del recientemente resucitado Cecchi Gori Pictures, que colocó el proyecto como el primero en su pizarra de próximas películas. Cecchi Gori estuvo involucrado en la preproducción de Silence, pero años de disputas legales no relacionadas habían interrumpido su asociación a la película.
Después de la filmación de El lobo de Wall Street (concluido en enero de 2013) Scorsese se negó a seguir con cualquier película que no fuera Silencio. El 19 de abril de 2013, se anunció que Scorsese comenzaría la producción de Silence en 2014, después de una espera de 23 años. Irwin Winkler fue anunciado como productor el mismo día, al igual que Randall Emmett y George Furla, que financiaría la producción a través de su compañía Emmett/Furla Films. Paul Breuls de Corsan Films también habría financiado el proyecto. Además, se anunció que la película sería filmada en Taiwán.
El productor Irwin Winkler dijo que la opción de filmar en Taiwán se debió a menores costos: [La película]. Su presupuesto fue muy, muy caro, porque se lleva a cabo en 1670 en Japón. Tuvimos suerte y nos enteramos de Taipéi, y en y alrededor de Taipéi y Taiwán, nos pareció genial, estupendas ubicaciones. "Y todos los actores, Liam Neeson, Adam Driver, todo el mundo trabajó a escala. Marty trabajó a escala, trabajé por debajo de la escala. Devolvimos dinero". James Martin, un sacerdote jesuita y académico católico reconocido, trabajó en estrecha colaboración con los cineastas para asegurar una representación exacta de los jesuitas.

### Reclamos legales
Los complejos compromisos cinematográficos de Scorsese con varios proyectos cinematográficos resultaron en un desafío legal temprano antes de que se pudiera iniciar la filmación de Silence. En agosto de 2012, Cecchi Gori Pictures demandó a Scorsese por un presunto incumplimiento de los acuerdos contractuales relacionados con Silence. De acuerdo con la compañía, en 1990 Scorsese firmó un acuerdo por escrito para dirigir Silence. Scorsese debía rodar la película después de Kundun de 1997, y Cecchi Gori Pictures aparentemente había invertido más de $750 000 dólares para este propósito. Sin embargo, Scorsese eligió hacer Bringing Out the Dead, Gangs of New York y The Aviator primero.
En 2004, Scorsese supuestamente firmó acuerdos para posponer la película con el fin de dirigir The Departed y Shutter Island. En 2011, Scorsese aparentemente accedió a un acuerdo más, retrasando Silencio para dirigir Hugo. Cecchi Gori Pictures afirmó que Scorsese acordó pagar una "compensación sustancial y otros beneficios valiosos" para dirigir primero a The Departed, Shutter Island y Hugo. La compañía dijo que sus honorarios eran  de "$ 1 millón a $ 1.5 millones por la película más hasta el 20 por ciento de la remuneración de fondo de Scorsese". La demanda se centró en la alegación de la compañía de que Scorsese no pagó los honorarios acordados para Hugo,  y que violó los términos del contrato filmando El lobo de Wall Street delante de Silencio. Scorsese, a través de sus representantes, respondió, "Las afirmaciones son completamente contradichas, y contrariamente a los términos expresos de un acuerdo celebrado por las partes el año pasado". También denunció la demanda como un "golpe mediático" y una "acción sin mérito". La demanda fue resuelta el 17 de enero de 2014. Los términos del acuerdo están sellados.

### Guion
Esta película marca la segunda adaptación de la novela de Shūsaku Endō, que fue adaptada previamente por Masahiro Shinoda en la película 1971 del mismo nombre. Scorsese escribió el guion inicial en 1991 con su viejo coguionista y colaborador Jay Cocks. Sin embargo, no estuvieron satisfechos con el guion y realizaron reescrituras por otros 15 años. Posteriormente, el traductor oficial de Endōp, Van C. Gessel, quien ha traducido ocho de sus novelas, asistió como consultor en la película.  El guion final fue evaluado en revisión crítica como una descripción exacta de la novela escrita por Endo. El historiador religioso Haruko Nawata Ward ha indicado que la inclusión del pequeño crucifijo en la mano del sacerdote fallecido al final de la película fue una decisión de autor tomada por Scorsese no incluida en el libro original de Endo.

### Selección del reparto
A inicios de 2009 y de 2010, Daniel Day-Lewis, Benicio del Toro y Gael García Bernal estaban en negociaciones para protagonizar el filme. En 2011, la película perdió oficialmente la participación de Day-Lewis, del Toro, y García Bernal. En mayo de 2013, Andrew Garfield y Ken Watanabe se unieron al elenco con Watanabe como el traductor de los sacerdotes reemplazado por Tadanobu Asano en enero de 2015 debido a conflictos de programación. En enero de 2014, Adam Driver y Liam Neeson se unieron a la película, con Driver como Francisco Garupe, el segundo sacerdote jesuita, y Neeson como mentor de los sacerdotes, Cristóvão Ferreira.

### Rodaje
En enero de 2012, Scorsese discutió la posibilidad de utilizar 3D, reconsiderándolo más tarde. En febrero de 2014, Scorsese había comenzado a explorar lugares en Taiwán, fijando el inicio del rodaje el verano, y finalmente retrocediendolo demasiado pronto para 2015. La fotografía principal tuvo lugar en Taiwán del 30 de enero al 15 de mayo de 2015.
El 28 de enero de 2015, la producción experimentó un accidente en los estudios de CMPC de Taiwán. Según un portavoz de la película, ocurrió un trágico incidente en uno de los backlots de la producción cuando se derrumbó un techo que resultó en la muerte de un empleado contratado y la lesión de otros dos. En mayo de 2015, el rodaje se completó. En la discusión de la película en marzo de 2016, Winkler reveló que la película estaba en el proceso de edición y que se iba a estrenar "al final del año", lo que confirma una fecha de lanzamiento 2016.

### Música
La música para la película fue compuesta por Kim Allen Kluge, el exdirector de música en Quad City Symphony Orchestra, y Kathryn Kluge. Gran parte de la banda sonora incluye sonidos ambientales nocturnos y oceánicos repetidos en varias de las pistas. Una banda sonora de 25 pistas de 51 minutos fue lanzada el 17 de febrero de 2017 por el estudio de grabación de Rhino Warner Classics bajo el número de publicación ASIN B01N7S3IB9. Una pista ampliada de 12 minutos titulada "Meditación" está incluida como la pista principal en la versión de la banda sonora.

## Lanzamiento
Scorsese negoció varios acuerdos de distribución cuando asistió al Festival de Cine de Cannes de 2013. En julio de 2014, Paramount Pictures adquirió los derechos de distribución para los Estados Unidos y coloca con optimismo una fecha de lanzamiento a finales de 2015. Discutiendo sobre la película en marzo de 2016, Winkler reveló que ya estaba en el proceso de edición y que la película se lanzaría "al final del año", confirmando una fecha de lanzamiento en 2016. En agosto de 2016, Scorsese afirmó que la película se completaría en octubre, y el lanzamiento en 2016 dependió de Paramount. Paramount Pictures lanzó el primer tráiler de la película el 22 de noviembre de 2016.
El estreno mundial de la película se celebró en el Pontificio Instituto Oriental en Roma el 29 de noviembre, seguido de una proyección especial al día siguiente en la Ciudad del Vaticano. Recibió una versión limitada (en cuatro salas) el 23 de diciembre de 2016 con el fin de calificar para nominaciones a los premios Oscar de 2016, que se expandió a 1580 salas el 20 de enero.

### Formato casero
El lanzamiento del DVD de la película se fijó para el 28 de marzo de 2017, con una fecha de lanzamiento levemente más temprana al 14 de marzo de 2017 fijada para el streaming digital de la película.

## Recepción

### Taquilla
Silencio recaudó $ 7.1 millones en Estados Unidos y Canadá y $ 16.6 millones en otros territorios por un total mundial de $ 23.7 millones, contra un presupuesto de producción de $ 50 millones.
En Norteamérica, la película tuvo su expansión junto con las aperturas de Monster Trucks, The Bye Bye Man y Sleepless, así como las amplias expansiones de Live by Night y Patriots Day, y se esperaba un total de $ 4-6 millones de 747 cines en su fin de semana de estreno de MLK de cuatro días. Terminó debutando con $ 1.9 millones (total de cuatro días de $ 2.3 millones), acabando 15° en la taquilla. Deadline.com atribuyó la baja taquilla de la película a su tiempo de ejecución de 161 minutos y la falta de nominaciones de premios importantes para crearle publicidad.
Del mismo modo, The Hollywood Reporter señaló que, a diferencia de algunas de las otras películas lanzadas, Silencio estaba en menos cines y había sido lanzado en un momento en que el mercado tenía "demasiados dramas para adultos" y "una falta de interés en el tema".

### Crítica
En el sitio web recopilador de críticas Rotten Tomatoes, la película tiene un porcentaje de aprobación del 84% sobre la base de 230 comentarios y un promedio de 7.6/10. En el consenso crítico del sitio se lee "Silencio concluye el largo proceso creativo de Martin Scorsese con una mirada reflexiva, y emocionalmente resonante, a la espiritualidad y la naturaleza humana. Esta película definitivamente se ubica entre los mejores trabajos del director". En Metacritic, que asigna una calificación normalizada a 100, la película tiene una puntuación de 79, basada en 48 críticos, lo que indica "revisiones generalmente favorables". Las audiencias encuestadas por CinemaScore le dieron a la película una calificación promedio de "A" en una escala de A + a F.

### Recepción de la industria
Silence recibió una nominación al Premio de la Academia por Mejor Fotografía en los 89.os Premios de la Academia. Además de otros premios competitivos por los que la película recibió elogios, el American Film Institute seleccionó Silence como una de sus diez películas del año.